# Humberto Suazo
Humberto Suazo (San Antonio, 1981. május 10. –) chilei labdarúgócsatár, a Colo-Colo játékosa.

## Pályafutása
2000-ben a másodosztályú Nublense SC-ban kezdte labdarúgó-pályafutását.Innen a CD Magalleneshez, majd a San Antonio Unidohoz igazolt. 2003-ban a San Luis Quillota csapatához szerződött, ahol 40 góljával a chilei 3. liga gólkirálya lett.
2004-től 2005-ig az első osztályú Audax Italiano csapatát erősítette.Itt 62 meccsen 40 gólt szerzett. 2006-ban a nagy múltú Colo Colo szerződtette.14 meccsen szerzett 12 góljával elnyerte a gólkirályi címet, a csapattal pedig bajnokságot nyert. A Copa Sudamericana sorozatban szintén gólkirály lett, itt 10 gólt lőtt. A Colo Colo bejutott a döntőbe ahol a CF Pachucától szenvedett vereséget. 2007-ben az Apertura gólkirálya lett 18 találattal. A chilei csapatban 54 meccsen 52 gólt szerzett.
2007 júniusában a mexikói CF Monterrey csapatához igazolt. 2010-ben a Real Zaragoza csapatát erősítette kölcsönben, 17 meccsen 6 gólt ért el, amivel nagyban hozzásegítette a csapatot a bennmaradáshoz. A CF Monterreyjel 2010-ben bajnoki címet nyert, 2014-es távozására pedig már a klub történetének egyetlen olyan játékosává vált, akinek bajnoki mérkőzéseken sikerült elérnie a 100 gólt (egészen pontosan 102-t, a kupákat is beleszámítva pedig 121-et). A csapattól valóságos legendaként távozott, 26-os mezszámát vissza is vonultatták.

### A válogatottban
A válogatottban első meccsét 2005. február 9-én játszotta Ecuador ellen, a 82. percben Mark Gonzalez helyére állt be.Első gólját 2006. augusztus 16-án szerezte Kolumbia ellen. A 2007-es Copa Americán három alkalommal volt eredményes. Ecuador ellen duplázott, a negyeddöntőben pedig a brazilok kapujába is betalált. Eddig 60 válogatott meccsen lépett pályára és ezeken 21 gólt lőtt.

## Sikerei, díjai

### Csapatban
- Chilei bajnok: 2006 (Apertura), 2006 (Clausura), 2007 (Apertura)
- Mexikói bajnok: 2009 (Apertura), 2010 (Apertura)
- CONCACAF-bajnokok ligája-győztes: 2011, 2012, 2013

### Egyéni
- A chilei 1. Liga gólkirálya: (Apertura 2006, Apertura 2007)
- A chilei 3. Liga gólkirálya: 2003
- A mexikói liga legjobb játékosa: 2009
- Copa Sudamericana gólkirálya: 2006

## Külső hivatkozások
- Humberto Suazo adatlapja a Weltfussball.de honlapján